# とやのレイクランド
とやのレイクランドは、新潟県新潟市鐘木（現中央区）にかつて存在した遊園地。

## 概要
1989年（平成元年）7月から9月に掛けて、新潟市の鳥屋野潟南部地域を会場として開催された「ナイスふ～ど新潟'89 食と緑の博覧会」の施設として完成。博覧会終了後は撤去される予定だったが、市内の財界関係者などから「新潟市には遊園地がなく、娯楽施設として今後も存続して欲しい」という声が上がったのを受け、遊園地部分だけが存続する形となった。
泉陽興業が新潟市より土地を借り、1990年（平成2年）7月に営業が開始された。15の遊戯施設のうち5つは新設されたものである。全高65 mの大観覧車は市内を一望できると評判を呼んだが、一方で鳥屋野潟は白鳥の飛来地でもある事から、景観を損ねる恐れがあるとの指摘もあり、賛否両論を呼んだ。
だが、冬場は積雪や強風に見舞われるなど通年営業が出来ないという地理・気象条件が大きなネックとなり、更にバブル崩壊後の不況下で客足も伸び悩んだ。1996年を以って営業を終了し廃業、跡地は市に返還された。
廃業後に遊具・アトラクションは全て撤去されたが、その後も長らくトイレなど一部の建造物が残存し（但しトイレは利用不可）、新潟市産業振興センター、新潟勤労者総合福祉センター（新潟テルサ）などの臨時駐車場として供用されていた。
2010年（平成22年）9月、新潟市は老朽化・狭隘化が著しい新潟市消防局本庁舎と併設する中央消防署の移転先として、この臨時駐車場を新庁舎の移転候補地として内定した。その後建設事業が進められる間に旧建造物は全て撤去され、2015年（平成27年）秋に消防局・中央消防署の現庁舎が竣工。同年12月5日、同区東大畑通一番町に所在した旧庁舎の機能を移転して運用が開始された。
なお、鳥屋野潟周辺では現在の新潟市立高志中等教育学校の場所に「鳥屋野潟ファミリーランド」という遊園地もあった（表記は「とやのファミリーランド」など揺れがある）。